# Ryolit

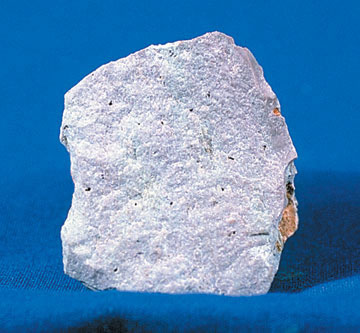
Ryolit

Ryolit (eller liparit) extrusiv (vulkanisk) magmatisk ytbergart med felsisk sammansättning. Ryolit har ljus färg och porfyritisk till afanitisk textur. Bergarten består vanligen av mineral som kvarts, alkalifältspat och plagioklas. Accessoriska mineral inkluderar biotit och pyroxen.
Ryolit har i stort sett samma kemiska sammansättning som granit och är att betrakta som dess extrusiva motsvarighet. Den höga halten kiselsyra tillsammans med den låga halten järn och magnesium gör att ryolit snabbt polymeriseras och bildar mycket viskös lava. Ryolit förekommer även i form av breccia i vulkaniska klyftor och gångar.
Om ryolit svalnar för snabbt hinner inte kristaller bildas. Istället bildas naturligt, vulkaniskt glas kallat obsidian. Vid långsammare avsvalning bildas mikrokristaller i lavan vilket resulterar i texturer med veckbildningar, spheruliter och litofila strukturer.